# Le Center (Minnesota)
Le Center é uma cidade localizada no estado americano de Minnesota, no Condado de Le Sueur.

## Demografia
Segundo o Censo americano de 2020, a sua população era de 2.517 habitantes, um crescimento de 12.36% em relação ao censo dos anos 2000.

## Geografia
De acordo com o United States Census Bureau tem uma área de 4,35 km², dos quais 4,35 km² cobertos por terra e 0,0 km² cobertos por água.

## Localidades na vizinhança
O diagrama seguinte representa as localidades num raio de 20 km ao redor de Le Center.